# P.C. Bønecke
Peter Christian Bønecke (19. april 1841 i København – 23. oktober 1914 i Hellerup) var en dansk arkitekt, titulær professor ved Kunstakademiet og stadsbygmester i København.

## Uddannelse
P.C. Bønecke blev født 1841 i København som søn af murermester, senere tillige kaptajn i brandkorpset Christian Conrad Bønecke og Dorothea Østerbye. Han kom i murerlære og blev samtidig i vintermånederne undervist på N.S. Nebelongs og senere på J.H. Nebelongs tegnekontorer. Han tog på et flerårigt ophold på bygningsskolen i Holtzminden og var i fire år assistent hos Theophilus Hansen i Wien. Omkring 1862-64 var han i Italien. Efter hjemkomsten fra studierejsen løste Bønecke 1865 borgerskab som murermester, men blev dog snart udelukkende beskæftiget med arkitektonisk virksomhed. I sin kunstneriske opfattelse var han tydeligt elev af Theophilus Hansen.

## Karriere
Bønecke modtog C.F. Hansen Medaillen 1875 for En Musikforeningsbygning og blev titulær professor ved Kunstakademiet 1893. Han var bygningsinspektør i Københavns Kommune 1873-87 og efterfulgte H.C. Stilling som stadsbygmester i København 1888-1911. Desuden var han formand for bestyrelsen for Theophilus Hansens Rejselegat, bestyrelsesmedlem i Arbejdernes Byggeforening og Københavns Husflidsforening og i kommissionen til bedømmelse af svendeprøver i København. Han blev Ridder af Dannebrog 1899, Dannebrogsmand 1909 og Kommandør af 2. grad 1911.
Størst betydning havde Bønecke som stadsbygmester ved sin dygtige og over for tidens krav forstående embedsførelse. Hans 1878 til Københavns Borgerrepræsentation indsendte udkast til ny byggelov kom til at øve ikke ringe indflydelse på Københavns byggelov af 1889. Bønecke har tillige fortjenesten af at have tilskyndet Theophilus Hansens efterlevende søster til at anvende broderens formue til det kendte rejselegat for arkitekter og kunsthåndværkere.
Bønecke var desuden frimurer og indtog en at de højeste stillinger inden for Den Danske Frimurerorden.
Bønecke blev gift 3. juni 1866 i København med Augusta Vilhelmine Lorentze Biørn (28. februar 1845 i København – 10. oktober 1928 på Frederiksberg, datter af forgylder, senere stadsbedemand Ludvig August Biørn og Ane Martine Svendsen. Han er begravet på Assistens Kirkegård.
Der findes et xylografi fra 1895 og et portrætmaleri af Otto Bache fra 1912 (Københavns Rådhus).

## Udstillinger
Han udstillede tegninger på Charlottenborg Forårsudstilling 1875, 1877 og 1887 og deltog i henholdsvis Den Nordiske Industri-, Landbrugs- og Kunstudstilling i Kjøbenhavn 1888 og Raadhusudstillingen 1901.

## Værker (alle i København)
- Fredericiagade 15 (1867)
- Vodroffsvej 11, Frederiksberg (1868)
- Palmehuset i Botanisk Have, København (1872-74, sammen med brygger J.C. Jacobsen og gartner Tyge Rothe, men også tilskrevet Christian Hansen, ombygget 1981 af Eva og Nils Koppel, fredet)
- Vinterhaven og den overdækkede søjlegård, Pompeji, på Gammel Carlsberg (1876, sammen med J.C. Jacobsen, fredet)
- Nørre Søgade 49 (1876)
- Fyrtårnet og Stjerneporten, Gamle Carlsberg (1883, fredet)[1]
- Laboratoriebygning til apotek, Vesterbrogade 72 (1883)
- Brøndsalen, Det kgl. danske Haveselskabs have, Frederiksberg (1885)
- Gammel Kongevej 94, Frederiksberg (1887)
- Egen villa Dorothea, Brodersens Allé 4, Hellerup (1898, ombygget)

### Projekter
- Det kgl. Teater (1871, 3. præmie sammen med Vilhelm Friederichsen)
- En musikforeningsbygning i København (1875, C.F. Hansen Medaillen)